# Provincia di Fquih Ben Salah
La provincia di Fquih Ben Salah (in arabo: إقليم الفقيه بن صالح, traslitterato: iqlīm al-Fqīh Ibn Ṣāleḥ, in berbero: ⵜⴰⵙⴳⴰ ⵏ ⴼⵇⵉⵀ ⴱⵏ ⵚⴰⵍⵃ) ha una superficie di 3250 km² e una popolazione che supera i 500.000 abitanti; dal 2015 fa parte della regione di Béni Mellai-Khénifra (in precedenza Tadla-Azilal) nel Marocco centrale. Il capoluogo di provincia è la città omonima.

## Geografia

### Posizione
La provincia di Fquih Ben Salah confina a sud con la provincia di Azilal, a ovest con quella di El Kelâat Es-Sraghna, a nord-ovest con la provincia di Settat, a nord con quella di Khouribga e a est con quella di Béni Mellal. Le città di Casablanca e Marrakech si trovano rispettivamente a 170 km a nord-ovest e a 180 km a sud-est.

### Paesaggio
La provincia è situata nella pianura di Tadla, fertile e coltivata in modo intensivo, ad un'altitudine media di circa 450 m.

### Clima
Le temperature diurne sono comprese tra i 30 °C e i 40 °C in estate e intorno ai 20-25 °C in inverno. Di notte scendono a 5-15 °C, a seconda della stagione e della nuvolosità. Se si eccettuano i mesi invernali (da novembre a febbraio), le precipitazioni sono scarse.

## Storia
La regione non ha mai avuto un ruolo significativo nella storia del Marocco: la sua capitale non era altro che una città mercantile più grande fino all'inizio del XX secolo; tuttavia è cresciuta costantemente attraverso l'immigrazione durante il periodo del colonialismo francese, soprattutto dopo l'indipendenza del Marocco. La provincia di Fquih Ben Salah è stata creata solo nel 2009, in seguito alla separazione dalla provincia di Beni Mellal.

## Popolazione
La maggior parte della popolazione della provincia è di origine araba dal medio oriente, e l'arabo marocchino è parlato quotidianamente. Gli abitanti sono più che raddoppiati rispetto agli anni Settanta, il motivo principale dell'incremento demografico è la migrazione dalle campagne.

## Economia
La maggior parte degli abitanti della provincia, non toccata dal turismo, è impiegata nell'agricoltura, dominata dalla coltivazione del grano e dell'ulivo, oltre che dalle colture ortofrutticole, sia come contadini indipendenti che come braccianti in grandi aziende. Inoltre l'artigianato e il commercio al dettaglio svolgono un ruolo importante nella vita economica della provincia. Molti uomini emigrati nelle metropoli del Marocco nordoccidentale inviano regolarmente denaro alle loro famiglie.

## Geografia antropica

### Suddivisioni amministrative
La provincia è suddivisa in 3 municipalità e 13 comuni rurali, a loro volta costituiti da un gran numero di villaggi.
| Comune             | Abitanti         | Abitanti         |
| Comune             | 2 settembre 1994 | 2 settembre 2004 |
| ------------------ | ---------------- | ---------------- |
| Fquih Ben Salah    | 74.697           | 82.446           |
| Oulad Ayad         | 18.958           | 21.466           |
| Oulad Nemma        | 40.339           | 51.049           |
| Al Khalfia         | 14.496           | 14.341           |
| Bni Chegdale       | 12.885           | 11.582           |
| Bni Oukil          | 15.249           | 14.960           |
| Bradia             | 35.416           | 36.307           |
| Dar Ould Zidouh    | 26.885           | 27.615           |
| Had Boumoussa      | 39.990           | 41.731           |
| Hel Merbaa         | 12.014           | 12.614           |
| Krifate            | 32.336           | 34.103           |
| Ouled Bourahmoune  | 14.041           | 13.635           |
| Ouled Nacer        | 26.508           | 26.527           |
| Ouled Zmam         | 33.732           | 31.905           |
| Sidi Aissa Ben Ali | 21.970           | 22.697           |
| Sidi Hammadi       | 14.109           | 14.535           |